# James Morrison (músico)
James Lloyd Morrison (Boorowa, Australia, 11 de noviembre de 1962) es músico multi-instrumental de jazz australiano conocido por su interpretación de trompeta. Ha ejecutado el saxofón soprano, alto, tenor y barítono; el clarinete, fliscorno, trompeta baja, trombón, tuba, bombardino, contrabajo y piano. Es también compositor, escribiendo para formaciones de jazz de diversos tamaños y niveles de profesionalismo. 
Compuso y ejecutó la fanfarria de apertura de los Juegos Olímpicos de Sídney 2000. En 2009 comenzó a presentar Top Gear Australia junto con Steve Pizzati y Warren Brown. En los ARIA Music Awards de 2010, Morrison y un grupo a capella, The Idea of North, ganaron el premio al mejor álbum de jazz por su colaboración en Feels Like Spring. En 2012 James fue propuesto como director artístico del Queensland Music Festival para los festivales de 2013 y 2015. En 2013, James ingresó en el Salón de la Fama Allans Billy Hyde Graeme Bell 2013 en los premios Australian Jazz Bell. En julio de 2013 James condujo la mayor orquesta del mundo en el Suncorp Stadium de Brisbane, compuesta por 7.224 músicos.
En marzo de 2015 abrió la Academia de Música James Morrison en Mount Gambier, en el sur de Australia -una escuela de jazz de nivel terciario que ofrece un grado en interpretación de jazz. La Academia JM está afiliada con la Universidad del Sur de Australia y ofrece un enfoque innovador a la enseñanza del jazz.
Morrison es conocido en España por tocar el himno español incorrecto en la final de la Copa Davis en Australia en 2003. En lugar de interpretar el actual himno español, la Marcha Real, él interpretó el Himno de Riego, que había sido himno oficial de España hasta el fin del período democrático de la II República causando el enfado del Secretario de Estado para el Deporte, que prohibió a los jugadores españoles iniciar el partido hasta que no sonase la Marcha Real, el himno oficial de España. Morrison confirmó posteriormente que había aprendido por error la melodía incorrecta porque le habían dado la partitura equivocada.

-->

## Discografía
- 2013 - "Worlds Biggest Orchestra" - James Morrison promueve y conduce la mayor orquesta del mundo.
- 2012 - "Live at Edge" - James Morrison interpreta canciones gospel clásicas en directo con músicos de The Edge Church.
- 2011 - "Snappy Too" - James Morrison ejecuta una big band al completo con Jeff Hamilton en la batería.
- 2010 - "Three's Company" - James Morison con Phil Stack y James Muller.
- 2010 - Feels Like Spring - James Morrison y The Idea of North.
- 2007 - Christmas
- 2007 - The Other Woman - James Morrison y Deni Hines.
- 2006 - Gospel Collection Volume II
- 2006 - 2x2 - James Morrison y Joe Chindamo
- 2005 - Gospel Collection
- 2003 - On The Edge - con Simon Stockhausen
- 2002 - So Far So Good
- 2001 - Scream Machine
- 1999 - European Sessions
- 1998 - Three Minds
- 1998 - Quartet
- 1996 - Live At The Sydney Opera House - James Morrison con su Big Band
- 1994 - Live In Paris - James Morrison y The Hot Horn Happening
- 1993 - This Is Christmas
- 1992 - Two The Max
- 1991 - Manner Dangerous
- 1990 - Snappy Doo
- 1989 - Swiss Encounter - James Morrison y Adam Makowicz
- 1988 - Postcards From Downunder
- 1984 - Live At The Winery - James Morrison y The Morrison Brothers Big Bad Band
- 1984 - A Night In Tunisia - James Morrison y The Morrison Brothers Big Bad Band

### Como colaborador
Con Lalo Schifrin
- More Jazz Meets the Symphony (Atlantic, 1993)
- Firebird: Jazz Meets the Symphony No. 3 (Four Winds, 1995)
- Metamorphosis: Jazz Meets the Symphony#4 (Aleph, 1998)